# Kirsten Hastrup
Kirsten Blinkenberg Hastrup (* 20. Februar 1948 in Kopenhagen) ist eine dänische Anthropologin und Skandinavistin. 

## Leben
Hastrup machte 1973 einen Masterabschluss in Anthropologie an der Universität von Kopenhagen, mit den Nebenfächern Soziologie und Archäologie.  Dr. phil. wurde sie an der Oxford University 1980 und ihren Dr.scient.soc. absolvierte Hastrup an  Universität von Kopenhagen im Jahr 1990. Sie ist Professorin an der Universität Kopenhagen und Präsidentin der Dänischen Akademie der Wissenschaften. Sie ist auswärtiges Mitglied der Norwegischen Akademie der Wissenschaften. 2011 wurde sie zum korrespondierenden Mitglied der British Academy gewählt.

## Werke
Hier eine Auswahl ihrer Werke:
- Culture and History in Medieval Iceland: An Anthropological Analysis of Structure and Change. Clarendon Press, 1985, ISBN 978-0-19-823250-6 (englisch).
- Nature and Policy in Iceland, 1400-1800: An Anthropological Analysis of History and Mentality. Clarendon Press, 1990, ISBN 978-0-19-827728-6 (englisch).
- Social experience and anthropological knowledge. 1994.
- A Passage to Anthropology. Between Experience and Theory. 1995.
- Siting culture the shifting anthropological object. 1997.
- A Place Apart. An Anthropological Study of the Icelandic World. 1998.
- Discrimination and toleration new perspectives. 2002.
- Videnskab og Værdier den humanistiske udfordring. 2002.
- Kultur. Det Fleksible Fællesskab. 2004, ISBN 978-87-7934-140-1 (dänisch).
- Mellem mennesker : en grundbog i antropologisk forskningsetik. 2009.

## Auszeichnungen
- 1992 Tagea Brandts Rejselegat